# Darren Hayes
Darren Stanley Hayes, född 8 maj 1972 i Brisbane, Australien, är en australisk musiker, mest känd för sin medverkan i popgruppen Savage Garden.

## Musikkarriär

### 1993–2001: Savage Garden
Darren Hayes slog igenom 1997 som sångare i bandet Savage Garden. Savage Garden bestod av två medlemmar, Darren Hayes och Daniel Jones. Tillsammans med Daniel Jones skrev han flera framgångsrika låtar, bl.a. I Want You, Truly Madly Deeply och To The Moon And Back. Sammanlagt har de sålt mer än 25 miljoner album och över 10 miljoner singlar. Gruppen splittrades 2001 efter att Daniel Jones hade deklarerat att han ville satsa på en karriär utanför musiken. 2007 fick Hayes frågan om det fanns en möjlighet att Savage Garden skulle återförenas. Hayes svarade: "Nej, aldrig. Som jag tidigare sagt så skulle jag bara gå med på det om det botade cancer".

### 2002–idag: Solokarriär

#### 2002:Spin
Hayes släppte 2002 sitt första soloalbum. Låtarna liknade i stora drag låtar från Savage Garden fast med lite mer electropop. Skivans första singel Insatiable, som nådde plats nummer tre i Australien, var dock en ballad. Andra singlar som placerade sig bra var Strange Relationship, Crush (1980 me) och I Miss You. Skivan tog sig in på top 10 i både Sverige, Danmark och Finland. Däremot lyckades den inte alls så bra i USA som Savage Garden-plattorna gjorde, med "bara" en 35:e plats på Billboard.

#### 2003–2004:The Tension and the Spark
Under två år arbetade Hayes med sitt andra soloalbum. Detta skulle bli ett väldigt electropopinfluerat album jämfört med hans tidigare, mer radiovänliga, album. Hela skivan var producerad av Darren Hayes själv och Robert Conley. Första singeln blev Pop!ular som spelades flitigt på discon och andra klubbställen och till och med hamnade på första platsen på amerikanska danslistan. Trots det kom skivan inte upp i närheten av de försäljningssiffror som föregående album. Den efterföljande singeln Darkness slog sig endast in på Australiens top 50-lista.

#### 2005–2006:Truly Madly Completely
2005 släppte Hayes singeln So Beautiful som spelades flitigt på svensk radio och sålde hyfsat i hela Europa där hans framgångar svalnat efter Savage Garden. Låten fanns med på samlingsalbumet Truly Madly Completley: The Best of Savage Garden där Hayes även lagt in låten California skriven av honom själv.

#### 2007–2008:This Delicate Thing We've Made
Hans tredje soloalbum blev en dubbel-cd med 25 låtar. När Hayes skrev låtarna fortsatte han och utvecklade electropopstuket med synth som ett återkommande inslag. On the Verge of Something Wonderful blev första singel och släpptes i Australien och Storbritannien. Hela skivan släpptes dock även i USA. Den floppade ganska rejält och tillbringade endast två veckor på listorna i Australien och Storbritannien. Tre singlar släpptes senare, Who Would Have Thought och Me Myself and I under 2007 och Casey under 2008. Hayes följde upp skivan med en turné, The Time Machine Tour, som startade i England och slutade med flera konserter i hans hemland Australien. Den sista konserten i hans hemstad Brisbane spelades in och släpptes på DVD i juli 2008.
Under februari 2008 turnerade han i England under Side Two Tour och spelade låtar som inte fick plats under The Time Machine Tour.

#### 2009–idag
Den 19 april 2009 avslöjade Hayes via Twitter att han höll på att skriva låtar till ett kommande album som skulle släppas 2010. Datumet för skivsläppet sköts dock upp till april 2011 när Hayes berättade att låtlistan blir längre än vad som först var tänkt. Istället för 13 spår kommer plattan innehålla minst 16. Albumet kommer att vara mer åt Spin-hållet. Han meddelade även 30 juni samma år att han kommer åka ut på en turné i samband med att den kommande skivan släpps.